# Zeeland (Michigan)
Pour les articles homonymes, voir Zeeland.
Zeeland est une ville du comté d'Ottawa dans le Michigan aux États-Unis. Elle comptait 5 805 habitants en 2000. Elle fut fondée en 1847, son nom lui vient de la province de Zélande aux Pays-Bas d'où venaient ses premiers colons. Elle est le siège de l'entreprise Herman Miller.